# Collezione Farnesina
La Collezione Farnesina è una raccolta di opere d'arte italiana del XX secolo, situata all'interno del Palazzo della Farnesina, Sede del Ministero degli Affari Esteri a Roma.

## Le opere e gli artisti
La Collezione, curata da Maurizio Calvesi fino al 2013, contiene le espressioni più rappresentative delle arti visive del Novecento italiano. I dipinti, le sculture, le installazioni e i mosaici sono distribuiti, negli ampi spazi dell'edificio della Farnesina, sul lungo percorso formato da corridoi, sale riunioni e ambienti di rappresentanza del Ministero.
La raccolta percorre la storia dell'arte italiana del XX secolo attraversando le correnti dell'Art Nouveau, del Futurismo, della Metafisica, dell'Astrattismo, dell'Arte povera, della Transavanguardia, della Belle Epoque con Giuseppe Amisani, fino alle produzioni artistiche più recenti, e comprende importanti opere di Alighiero Boetti, Salvatore Garau, Michelangelo Pistoletto, Umberto Boccioni, Fortunato Depero, Mario Sironi, Giorgio De Chirico, Carlo Carrà, Giuseppe Capogrossi, Alberto Burri, Carla Accardi, Piero Dorazio, Giacomo Balla, Emilio Vedova, Renato Guttuso, Fabrizio Plessi, Jannis Kounellis, Sandro Chia, Mimmo Paladino e Mirkò.

## Le mostre
La Collezione Farnesina del Ministero degli Affari Esteri è stata più volte esposta al pubblico internazionale in diverse mostre.
Nel 2004 la mostra Da Balla Alla Transavanguardia. Cento anni di arte italiana alla Farnesina è alla Triennale di Milano.
Nel 2005 la Collezione è esposta in India: Italian Art 1950-1970. Masterpieces from the Farnesina Collection (Arte Italiana 1950-1970. Capolavori dalla Collezione Farnesina), alla National Gallery of Modern Art di Nuova Delhi.
Nel 2006, con la mostra Segnali italiani dalla Collezione d'Arte Contemporanea alla Farnesina, viene presentata alla Galleria dell'Accademia Serba delle Scienze e delle Arti di Belgrado.
Nel 2007 vengono esposte le opere di 20 maestri della Collezione Farnesina presso lo spazio espositivo ExhibAir dell'Aeroporto di Malpensa. Nello stesso anno la collezione è esposta al pubblico nell'ambito di Farnesina Porte Aperte. Il 4 maggio 2007, per promuovere l'arte italiana all'estero, la Farnesina ha dato l'avvio ad una mostra itinerante dal titolo Viaggio nell'Arte italiana 1950-1980. 100 opere dalla Collezione Farnesina. La mostra espone tra il 2007 e il 2008 100 opere della Collezione in un diverse città del mondo.
Il Viaggio nell'Arte italiana nel 2007 è in diversi paesi del sud-est e centro Europa: alla Galleria Nazionale d'Arte Moderna di Sarajevo (maggio), al Museo Nazionale Arte Straniera di Sofia (giugno) al Museo di Belle Arti di Budapest (luglio), al Museo Nazionale Brukenthal di Sibiu (settembre-ottobre), al Museo Nazionale di Arte Contemporanea di Bucarest (novembre-dicembre) e al Museo del Palazzo di Wilanow di Varsavia (dicembre-gennaio). Nel 2008 la mostra percorre l'America Latina: Santiago del Cile, Buenos Aires, San Paolo, Lima, Caracas, e Guadalajara.